# Carl Johans pastorat
Carl Johans pastorat är ett pastorat i Göteborgs södra kontrakt i Göteborgs stift i Göteborgs kommun i Västra Götalands län. 
Pastoratet bildades 2018 genom samgående av nedanstående församlingar som tidigare utgjort egna pastorat:
- Göteborgs Masthuggs församling
- Göteborgs Oscar Fredriks församling
- Göteborgs Carl Johans församling
- Högsbo församling

Pastoratskod är 080110.